# Manfred Wedemeyer
Manfred Wedemeyer (* 2. Juli 1931 in Nortorf; † 24. Januar 2009 in Morsum auf Sylt) war ein deutscher Schriftsteller, Volkswirt und Leiter der Volkshochschule Klappholttal auf Sylt.

## Leben
Manfred Wedemeyer, Sohn von Martha Wedemeyer, geborene Marten, und des Kaufmanns Heinrich Wedemeyer in Nortorf (Schleswig-Holstein) geboren. Nach dem Besuch des humanistischen Gymnasiums in Kiel studierte er an der dortigen Universität Volkswirtschaft, wurde 1954 Volontär der Kieler Volkszeitung, legte 1955 das Examen zum Diplom-Volkswirt ab und wurde 1957 in Innsbruck, wo er ebenfalls studierte, zum Dr. rer. oec. promoviert. Anschließend war er als Lehrbeauftragter an der Universität Bremen tätig und in München in einem Management-Beruf. Wedemeyer war evangelisch und heiratete 1965 Hanna Heckel. Von 1971 bis 1998 leitete er die Volkshochschule Klappholttal auf Sylt, seit 1976 Akademie am Meer benannt, die durch ihn eine moderne Ausrichtung bekam. Eines seiner ersten größeren zusätzlichen Projekte auf Sylt war die Erforschung der Vogelkoje in Kampen (Sylt), wofür er sich dort auch als Vogelwart betätigte. Die Ergebnisse seiner diesbezüglichen Studien erschienen 1974 unter dem Titel Die Vogelkoje Kampen; er verarbeitete für die Veröffentlichung unter anderem Auskünfte von Knud Ahlborn.
Manfred Wedemeyer begründete und edierte die Schriftenreihe Sylter Beiträge, in der unter anderem Walter Jens und Alfred Kantorowicz publizierten. Die meisten seiner eigenen zahlreichen Bücher und Aufsätze befassen sich mit Sylter Themen, denen stets umfangreiche Recherchen vorausgegangen waren. In mehreren Beiträgen untersuchte er auch unbequeme Fragestellungen wie die antisemitischen Strömungen auf Sylt vor und während der Zeit des Nationalsozialismus. Eines seiner wichtigsten Werke ist die Biographie des Sylter Lehrers und Chronisten C. P. Hansen. Wedemeyer würdigte unter anderem die Schriftstellerin Margarete Boie, die in den 1920er Jahren auf Sylt lebte und eine Reihe von Sylt-Romanen veröffentlichte, mit einer umfangreichen Publikation. Als Mitglied des Rotary Club Sylt-Westerland (1998–1999 Governor des Distrikt 1890) erforschte er die rotarische Nachkriegsgeschichte und publizierte das diesbezügliche Grundlagenwerk Den Menschen verpflichtet – 75 Jahre Rotary in Deutschland (2002), das auch ein Kapitel Thomas Mann als Rotarier enthält (S. 50–61).
Durch seine Vortragstätigkeit – vor allem in Schleswig-Holstein – konnte Manfred Wedemeyer sein Wirken um eine „Erwachsenenbildung im besten Sinne“ über mehrere Jahrzehnte abrunden. Zu den Themen gehörten beispielsweise Detlev von Liliencron – Der Freiherr auf dem Pegasus (Neumünster 1994), Theodor Storms Brautbriefe nach Segeberg – Warum duften die Levkojen so viel schöner bei der Nacht? (Bad Segeberg 1995), Franziska zu Reventlow, die ‚tolle Gräfin’ aus Husum (Friedrichstadt 1996) und Klaus Groth auf Fehmarn (Burg auf Fehmarn 1997). 2000 wurde Manfred Wedemeyer mit dem C.-P.-Hansen-Preis geehrt.

## Veröffentlichungen
- Sylter Literaturgeschichte in einer Stunde. Ein Überblick. Hansen & Hansen, Münsterdorf 1972.
- Die Vogelkoje Kampen. Ein Sylter Naturschutzgebiet. Boyens, Heide 1974.
- Westerland in alten Ansichten. Europäische Bibliothek, Zaltbommel 1976.
- Grüße von Sylt. Schleswiger Druck- und Verlagshaus, Schleswig 1977.
- mit Sven Simon und Claus Jacobi: Sylt, Abenteuer einer Insel. Hoffmann & Campe, Hamburg 1980.
- mit Harald Voigt: Westerland. Bad und Stadt im Wandel der Zeit. Stadt Westerland, Westerland 1980.
- Schleswig-Holstein und Hamburg. Umschau-Verlag, Hamburg 1980.
- C. P. Hansen – Der Lehrer von Sylt. Eine Biographie des Heimatkundlers und Malers. Schleswiger Druck- und Verlagshaus, Schleswig 1982.
- Die schönsten Sagen der Insel Sylt. Pomp & Sobkowiak, Essen 1984.
- Fidus und Magnus Weidemann. Eine Künstlerfreundschaft 1920-1948. Kiel 1984.
- Käuze, Künstler, kaum gekanntes Sylt. Pomp & Sobkowiak, Essen 1986, ISBN 3-922693-62-8.
- Grüße aus Helgoland. Ein historischer Spaziergang über die Insel mit 100 Ansichtskarten. Burchana Verlag, Borkum 1988.
- Der Sylter Photopionier Paul Ebe Nickelsen und sein Schüler Bernhard Lassen. Stadt Westerland, Westerland 1989.
- Exlibris von Magnus Weidemann. Kleinkunst im Buchdeckel. Wittal, Wiesbaden 1990.
- Sylter Schmökerlexikon. Pomp, Essen 1991.
- Existenz zwischen Wanderdüne und Meer: 700 Jahre List auf Sylt. Gemeinde List, List 1992.
- Kleine Geschichte der Insel Sylt. Pomp, Essen 1993.
- Kleine Galerie der Individualitäten. Exlibris von Rudolf Niess. Wittal, Wiesbaden 1995, ISBN 3-922835-24-4.
- Sylter Spaziergänge. Pomp, Bottrop 1997, ISBN 3-89355-147-6.
- Den Menschen verpflichtet. 75 Jahre Rotary in Deutschland 1927-2002. Rotarier-Verlag, Hamburg 2002.

Herausgeber
- Sylter Beiträge – Schriftenreihe der Volkshochschule Klappholttal auf Sylt. Hansen & Hansen, Münsterdorf 1971–1972.
- Henry Koehn: Sylt. Ein Führer durch die Inselwelt. (5. Auflage) De Gruyter, Berlin 1975.
- Julius Rodenberg: Stilleben Sylt. Ein Tagebuch. (1876). Sändig Reprint, Vaduz 1972.
- Julius Rodenberg: Verschollene Inseln. Sand- und Seebilder. (1861). Sändig Reprint, Vaduz 1974.
- Jens Booysen: Beschreibung der Insel Silt in geographischer, statistischer und historischer Sicht. (1828). Schleswiger Druck- und Verlagshaus, Schleswig 1976.
- Anton Heimreich: Nordfresische Chronik (1666/1668; 1819). 1982.
- Knud Ahlborn: Klappholttal. Die Idee eines Jugendlagers. (1921). Sylter Druckerei Jueptner, Westerland 1989.
- Jünglinge in Arkadien. 49 Photographien von Wilhelm von Gloeden aus der Sammlung Christoph Niess. Klappholttal 1991.
- Margarete Boie. Die Dichterin der Insel Sylt. Profil, München 1997.